# Pterolophia ochreomaculipennis
Pterolophia ochreomaculipennis är en skalbaggsart som beskrevs av Stefan von Breuning 1968. Pterolophia ochreomaculipennis ingår i släktet Pterolophia och familjen långhorningar. Inga underarter finns listade i Catalogue of Life.